# Bulgária a 2012. évi nyári olimpiai játékokon
Bulgária a nagy-britanniai Londonban megrendezett 2012. évi nyári olimpiai játékok egyik részt vevő nemzete volt. Az országot az olimpián 16 sportágban 63 sportoló képviselte, akik összesen 2 érmet szereztek.

## Érmesek
| Érem  | Versenyző       | Sportág   | Versenyszám            |
| ----- | --------------- | --------- | ---------------------- |
| Ezüst | Sztanka Zlateva | Birkózás  | Női szabadfogás, 72 kg |
| Bronz | Tervel Pulev    | Ökölvívás | Férfi nehézsúly        |

## Atlétika
Férfi
| Versenyző     | Versenyszám | Selejtező | Selejtező | Döntő    | Döntő    |
| Versenyző     | Versenyszám | Eredmény  | Helyezés  | Eredmény | Helyezés |
| ------------- | ----------- | --------- | --------- | -------- | -------- |
| Viktor Ninov  | Magasugrás  | 216 cm    | 28.*      | kiesett  | kiesett  |
| Georgi Ivanov | Súlylökés   | 19,63 m   | 22.       | kiesett  | kiesett  |

Női
| Versenyző         | Versenyszám    | Selejtező | Selejtező | Selejtező | Előfutam      | Előfutam      | Előfutam      | Elődöntő | Elődöntő | Elődöntő | Döntő   | Döntő    |
| Versenyző         | Versenyszám    | Idő       | Hely.     | Össz.     | Idő           | Hely.         | Össz.         | Idő      | Hely.    | Össz.    | Idő     | Helyezés |
| ----------------- | -------------- | --------- | --------- | --------- | ------------- | ------------- | ------------- | -------- | -------- | -------- | ------- | -------- |
| Ivet Lalova       | 100 m          | kiemelt   | kiemelt   | kiemelt   | 11,06         | 2.            | 10.           | 11,31    | 6.       | 19.*     | kiesett | kiesett  |
| Ivet Lalova       | 200 m          |           |           |           | 23,01         | 5.            | 20.           | 22,98    | 6.       | 18.      | kiesett | kiesett  |
| Vanya Sztambolova | 400 m gát      |           |           |           | nem ért célba | nem ért célba | nem ért célba | kiesett  | kiesett  | kiesett  | kiesett | kiesett  |
| Szilvija Danekova | 3000 m akadály |           |           |           | 9:59,52       | 11.           | 38.           |          |          |          | kiesett | kiesett  |

Női
| Versenyző             | Versenyszám | Selejtező             | Selejtező             | Döntő    | Döntő    |
| Versenyző             | Versenyszám | Eredmény              | Helyezés              | Eredmény | Helyezés |
| --------------------- | ----------- | --------------------- | --------------------- | -------- | -------- |
| Venelina Veneva       | Magasugrás  | 185 cm                | 20.**                 | kiesett  | kiesett  |
| Andriana Banova       | Hármasugrás | 13,33 m               | 32.                   | kiesett  | kiesett  |
| Radoszlava Mavrodieva | Súlylökés   | érvényes dobás nélkül | érvényes dobás nélkül | kiesett  | kiesett  |

* - egy másik versenyzővel azonos eredményt ért el

** - hat másik versenyzővel azonos eredményt ért el

## Birkózás

### Férfi
Kötöttfogású
| Versenyző               | Versenyszám | Selejtező                             | Nyolcaddöntő                        | Negyeddöntő                            | Elődöntő          | Vigaszág első kör                 | Vigaszág elődöntő                  | Bronz- mérkőzés   | Döntő             | Helyezés |
| Versenyző               | Versenyszám | Ellenfél Eredmény                     | Ellenfél Eredmény                   | Ellenfél Eredmény                      | Ellenfél Eredmény | Ellenfél Eredmény                 | Ellenfél Eredmény                  | Ellenfél Eredmény | Ellenfél Eredmény | Helyezés |
| ----------------------- | ----------- | ------------------------------------- | ----------------------------------- | -------------------------------------- | ----------------- | --------------------------------- | ---------------------------------- | ----------------- | ----------------- | -------- |
| Alekszandar Kosztadinov | 55 kg       | erőnyerő                              | Li Shujin (CHN) · 2–0, 0–2, 0–2     | kiesett                                | kiesett           |                                   |                                    |                   |                   | 12.      |
| Ivo Angelov             | 60 kg       | Ellis Coleman (USA) · 1–0, 7–1        | Omid Norouzi (IRI) · 0–1, 0–3       |                                        |                   | Sheng Jiang (CHN) · 0–2, 1–0, 4–0 | Almat Kebiszpajev (KAZ) · 0–1, 0–2 | kiesett           |                   | 7.       |
| Hriszto Marinov         | 84 kg       | erőnyerő                              | Danyijal Gadzsijev (KAZ) · 0–1, 0–3 | kiesett                                | kiesett           |                                   |                                    |                   |                   | 18.      |
| Elis Guri               | 96 kg       | Alin Alexuc-Ciurariu (ROU) · 1–0, 1–0 | Soso Jabidze (GEO) · 2–0, 0–1, 1–0  | Cimafej Dzejnyicsenka (BLR) · 0–1, 0–3 | kiesett           |                                   |                                    |                   |                   | 7.       |

Szabadfogású
| Versenyző         | Versenyszám | Selejtező                           | Nyolcaddöntő                                   | Negyeddöntő       | Elődöntő          | Vigaszág első kör              | Vigaszág elődöntő               | Bronz- mérkőzés                 | Döntő             | Helyezés |
| Versenyző         | Versenyszám | Ellenfél Eredmény                   | Ellenfél Eredmény                              | Ellenfél Eredmény | Ellenfél Eredmény | Ellenfél Eredmény              | Ellenfél Eredmény               | Ellenfél Eredmény               | Ellenfél Eredmény | Helyezés |
| ----------------- | ----------- | ----------------------------------- | ---------------------------------------------- | ----------------- | ----------------- | ------------------------------ | ------------------------------- | ------------------------------- | ----------------- | -------- |
| Radoszlav Velikov | 55 kg       | Nyikolaj Nojev (TJK) · 1–0, 1–0     | Vladimer Khinchegashvili (GEO) · 3–0, 1–1, 0–4 |                   |                   | Ibrahim Farag (EGY) · 3–0, 3–0 | Amit Kumár (IND) · 1–0, 1–0     | Jumoto Sinicsi (JPN) · 1–1, 0–1 |                   | 5.       |
| Anatolie Guidea   | 60 kg       | Jogesvar Datt (IND) · 1–0, 0–2, 0–5 | kiesett                                        | kiesett           | kiesett           |                                |                                 |                                 |                   | 13.      |
| Leonid Bazan      | 66 kg       | erőnyerő                            | Cəbrayıl Həsənov (AZE) · 0–3, 1–3              | kiesett           | kiesett           |                                |                                 |                                 |                   | 14.      |
| Kiril Terziev     | 74 kg       | erőnyerő                            | Sadegh Goudarzi (IRI) · 0–5, 1–3               |                   |                   |                                | Soslan Tigiyev (UZB) · 0–1, 0–5 | kiesett                         |                   | 15.      |

### Női
Szabadfogású
| Versenyző       | Versenyszám | Selejtező                             | Nyolcaddöntő                    | Negyeddöntő                        | Elődöntő                     | Vigaszág első kör | Vigaszág elődöntő | Bronz- mérkőzés   | Döntő                                          | Helyezés |
| Versenyző       | Versenyszám | Ellenfél Eredmény                     | Ellenfél Eredmény               | Ellenfél Eredmény                  | Ellenfél Eredmény            | Ellenfél Eredmény | Ellenfél Eredmény | Ellenfél Eredmény | Ellenfél Eredmény                              | Helyezés |
| --------------- | ----------- | ------------------------------------- | ------------------------------- | ---------------------------------- | ---------------------------- | ----------------- | ----------------- | ----------------- | ---------------------------------------------- | -------- |
| Sztanka Zlateva | 72 kg       | Vaszilisza Marzaljuk (BLR) · 1–0, 1–0 | Jenny Fransson (SWE) · 1–0, 1–0 | Annabel Laure Ali (CMR) · 3–3, 2–0 | Maider Unda (ESP) · 2–0, 2–0 |                   |                   |                   | Natalja Vorobjova (RUS) · 1–0, 0–3 (kétvállas) |          |

## Cselgáncs
Férfi
| Versenyző     | Versenyszám | Selejtező         | 32-es főtábla                     | Nyolcaddöntő      | Negyeddöntő       | Elődöntő          | Vigaszág elődöntő | Bronz- mérkőzés   | Döntő             | Helyezés |
| Versenyző     | Versenyszám | Ellenfél Eredmény | Ellenfél Eredmény                 | Ellenfél Eredmény | Ellenfél Eredmény | Ellenfél Eredmény | Ellenfél Eredmény | Ellenfél Eredmény | Ellenfél Eredmény | Helyezés |
| ------------- | ----------- | ----------------- | --------------------------------- | ----------------- | ----------------- | ----------------- | ----------------- | ----------------- | ----------------- | -------- |
| Martin Ivanov | Harmatsúly  | erőnyerő          | Szergej Lim (KAZ) · 000(1)–010(1) | kiesett           | kiesett           | kiesett           |                   |                   |                   | 17.      |

## Íjászat
Férfi
| Versenyző      | Versenyszám | Selejtező | Selejtező | 64-es főtábla                  | 32-es főtábla     | Nyolcaddöntő      | Negyeddöntő       | Elődöntő          | Döntő             | Helyezés |
| Versenyző      | Versenyszám | Pont      | Kiemelt   | Ellenfél Eredmény              | Ellenfél Eredmény | Ellenfél Eredmény | Ellenfél Eredmény | Ellenfél Eredmény | Ellenfél Eredmény | Helyezés |
| -------------- | ----------- | --------- | --------- | ------------------------------ | ----------------- | ----------------- | ----------------- | ----------------- | ----------------- | -------- |
| Javor Hrisztov | Egyéni      | 663       | 35.       | Luis Álvarez (MEX) (30.) · 0–6 | kiesett           | kiesett           | kiesett           | kiesett           | kiesett           | 33.      |

## Kajak-kenu

### Síkvízi
Férfi
| Versenyző         | Versenyszám        | Előfutam | Előfutam | Előfutam | Elődöntő | Elődöntő | Elődöntő | Döntő | Döntő    | Döntő    | Helyezés |
| Versenyző         | Versenyszám        | Idő      | Hely.    | Össz.    | Idő      | Hely.    | Össz.    | Típus | Idő      | Helyezés | Helyezés |
| ----------------- | ------------------ | -------- | -------- | -------- | -------- | -------- | -------- | ----- | -------- | -------- | -------- |
| Miroszlav Kircsev | Kajak egyes 1000 m | 3:30,768 | 3.       | 5.       | 3:30,818 | 5.       | 7.       | B     | 3:33,051 | 3.       | 11.      |

## Kerékpározás

### Országúti kerékpározás
Férfi
| Versenyző     | Versenyszám   | Idő             | Helyezés      |
| ------------- | ------------- | --------------- | ------------- |
| Danail Petrov | Mezőnyverseny | 5:46:37 (+0:40) | 61.           |
| Szpasz Gjurov | Mezőnyverseny | nem ért célba   | nem ért célba |

## Ökölvívás
Férfi
| Versenyző                | Versenyszám | Selejtező                     | Nyolcaddöntő                 | Negyeddöntő                    | Elődöntő                      | Döntő             | Helyezés |
| Versenyző                | Versenyszám | Ellenfél Eredmény             | Ellenfél Eredmény            | Ellenfél Eredmény              | Ellenfél Eredmény             | Ellenfél Eredmény | Helyezés |
| ------------------------ | ----------- | ----------------------------- | ---------------------------- | ------------------------------ | ----------------------------- | ----------------- | -------- |
| Alekszandar Alekszandrov | Papírsúly   | Juliano Máquina (MOZ) · 22–7  | Szin Dzsonghun (KOR) · 15–14 | Kaeo Pongprayoon (THA) · 10–16 | kiesett                       | kiesett           | 5.       |
| Detelin Dalakliev        | Harmatsúly  | Ayabonga Sonjica (RSA) · 15–6 | Ibrahim Balla (AUS) · 14–10  | Luke Campbell (GBR) · 15–16    | kiesett                       | kiesett           | 5.       |
| Tervel Pulev             | Nehézsúly   |                               | Wang Xuanxuan (CHN) · 10–7   | Yamil Peralta (ARG) · 13–10    | Olekszandr Uszik (UKR) · 5–21 | kiesett           |          |

Női
| Versenyző       | Versenyszám | Selejtező                     | Negyeddöntő               | Elődöntő          | Döntő             | Helyezés |
| Versenyző       | Versenyszám | Ellenfél Eredmény             | Ellenfél Eredmény         | Ellenfél Eredmény | Ellenfél Eredmény | Helyezés |
| --------------- | ----------- | ----------------------------- | ------------------------- | ----------------- | ----------------- | -------- |
| Sztojka Petrova | Légsúly     | Siona Fernandez (NZL) · 23–11 | Nicola Adams (GBR) · 7–16 | kiesett           | kiesett           | 5.       |

## Röplabda

### Férfi
| Bolgár férfi röplabdacsapat-játékoskeret                                                                      | Bolgár férfi röplabdacsapat-játékoskeret                                                                    |
| --- | --- |
| - Georgi Bratoev - Todor Szkrimov - Dobromir Dimitrov - Valentin Bratoev - Vladimir Nikolov - Viktor Joszifov | - Teodor Szalparov - Teodor Todorov - Todor Aleksziev - Nikolaj Pencsev - Nikolaj Nikolov - Cvetan Szokolov |

#### Eredmények
Csoportkör
A csoport
|                      |      | Mérkőzések | Mérkőzések | Szettek | Szettek | Szettek | Pontok | Pontok | Pontok |
| Csapat               | Pont | Gy         | V          | Sz+     | Sz–     | SzA     | P+     | P–     | PA     |
| -------------------- | ---- | ---------- | ---------- | ------- | ------- | ------- | ------ | ------ | ------ |
| Bulgária (BUL)       | 12   | 4          | 1          | 13      | 4       | 3,250   | 407    | 390    | 1,044  |
| Lengyelország (POL)  | 9    | 3          | 2          | 11      | 7       | 1,571   | 433    | 374    | 1,158  |
| Argentína (ARG)      | 9    | 3          | 2          | 10      | 7       | 1,429   | 382    | 367    | 1,041  |
| Olaszország (ITA)    | 8    | 3          | 2          | 10      | 9       | 1,111   | 426    | 413    | 1,031  |
| Ausztrália (AUS)     | 7    | 2          | 3          | 8       | 10      | 0,800   | 395    | 397    | 0,995  |
| Nagy-Britannia (GBR) | 0    | 0          | 5          | 0       | 15      | 0,000   | 274    | 376    | 0,729  |

| 2012. július 29. 9:30 (10:30) | Nagy-Britannia (GBR)              | 0–3 | Bulgária (BUL) | Earls Court Exhibition Centre, London Nézőszám: 14 000 Játékvezető: Vang Ning (CHN), Tano Akihiko (JPN) |
| 2012. július 29. 9:30 (10:30) | (18–25, 20–25, 24–26) Jegyzőkönyv |     |                | Earls Court Exhibition Centre, London Nézőszám: 14 000 Játékvezető: Vang Ning (CHN), Tano Akihiko (JPN) |

| 2012. július 31. 11:40 (12:40) | Lengyelország (POL)                      | 1–3 | Bulgária (BUL) | Earls Court Exhibition Centre, London Nézőszám: 11 300 Játékvezető: Andrej Zenovics (RUS), Tano Akihiko (JPN) |
| 2012. július 31. 11:40 (12:40) | (22–25, 27–29, 25–13, 23–25) Jegyzőkönyv |     |                | Earls Court Exhibition Centre, London Nézőszám: 11 300 Játékvezető: Andrej Zenovics (RUS), Tano Akihiko (JPN) |

| 2012. augusztus 2. 11:30 (12:30) | Ausztrália (AUS)                  | 0–3 | Bulgária (BUL) | Earls Court Exhibition Centre, London Nézőszám: 12 000 Játékvezető: Vang Ning (CHN), Andrej Zenovics (RUS) |
| 2012. augusztus 2. 11:30 (12:30) | (23–25, 21–25, 22–25) Jegyzőkönyv |     |                | Earls Court Exhibition Centre, London Nézőszám: 12 000 Játékvezető: Vang Ning (CHN), Andrej Zenovics (RUS) |

| 2012. augusztus 4. 20:30 (21:30) | Argentína (ARG)                          | 3–1 | Bulgária (BUL) | Earls Court Exhibition Centre, London Nézőszám: 14 500 Játékvezető: Frans Loderus (NED), Tano Akihiko (JPN) |
| 2012. augusztus 4. 20:30 (21:30) | (25–18, 21–25, 25–19, 25–20) Jegyzőkönyv |     |                | Earls Court Exhibition Centre, London Nézőszám: 14 500 Játékvezető: Frans Loderus (NED), Tano Akihiko (JPN) |

| 2012. augusztus 6. 14:45 (15:45) | Olaszország (ITA)                 | 0–3 | Bulgária (BUL) | Earls Court Exhibition Centre, London Nézőszám: 14 000 Játékvezető: Tano Akihiko (JPN), Hóbor Béla (HUN) |
| 2012. augusztus 6. 14:45 (15:45) | (30–32, 20–25, 19–25) Jegyzőkönyv |     |                | Earls Court Exhibition Centre, London Nézőszám: 14 000 Játékvezető: Tano Akihiko (JPN), Hóbor Béla (HUN) |

Negyeddöntő
| 2012. augusztus 8. 21:30 (22:30) | Bulgária (BUL)                    | 3–0 | Németország (GER) | Earls Court Exhibition Centre, London Nézőszám: 12 000 Játékvezető: Hóbor Béla (HUN), Denny Lassi (DOM) |
| 2012. augusztus 8. 21:30 (22:30) | (25–20, 25–16, 25–14) Jegyzőkönyv |     |                   | Earls Court Exhibition Centre, London Nézőszám: 12 000 Játékvezető: Hóbor Béla (HUN), Denny Lassi (DOM) |

Elődöntő
| 2012. augusztus 10. 15:00 (16:00) | Bulgária (BUL)                           | 1–3 | Oroszország (RUS) | Earls Court Exhibition Centre, London Nézőszám: 13 500 Játékvezető: Vang Ning (CHN), Denny Lassi (DOM) |
| 2012. augusztus 10. 15:00 (16:00) | (21–25, 15–25, 25–23, 23–25) Jegyzőkönyv |     |                   | Earls Court Exhibition Centre, London Nézőszám: 13 500 Játékvezető: Vang Ning (CHN), Denny Lassi (DOM) |

Bronzmérkőzés
| 2012. augusztus 12. 9:30 (10:30) | Bulgária (BUL)                           | 1–3 | Olaszország (ITA) | Earls Court Exhibition Centre, London Nézőszám: 12 000 Játékvezető: Frans Loderus (NED), Rolando Cholakian (ARG) |
| 2012. augusztus 12. 9:30 (10:30) | (19–25, 25–23, 22–25, 21–25) Jegyzőkönyv |     |                   | Earls Court Exhibition Centre, London Nézőszám: 12 000 Játékvezető: Frans Loderus (NED), Rolando Cholakian (ARG) |

| Csapat         | Helyezés |
| -------------- | -------- |
| Bulgária (BUL) | 4.       |

## Sportlövészet
Férfi
| Versenyző   | Versenyszám           | Selejtező | Selejtező | Döntő   | Döntő    |
| Versenyző   | Versenyszám           | Pont      | Helyezés  | Pont    | Helyezés |
| ----------- | --------------------- | --------- | --------- | ------- | -------- |
| Anton Rizov | Légpuska              | 593       | 22.       | kiesett | kiesett  |
| Anton Rizov | Sportpuska, fekvő     | 588       | 42.       | kiesett | kiesett  |
| Anton Rizov | Sportpuska, összetett | 1162      | 24.       | kiesett | kiesett  |

Női
| Versenyző        | Versenyszám           | Selejtező | Selejtező | Döntő   | Döntő    |
| Versenyző        | Versenyszám           | Pont      | Helyezés  | Pont    | Helyezés |
| ---------------- | --------------------- | --------- | --------- | ------- | -------- |
| Antoaneta Boneva | Sportpisztoly         | 582       | 10.       | kiesett | kiesett  |
| Antoaneta Boneva | Légpisztoly           | 384       | 9.        | kiesett | kiesett  |
| Marija Grozdeva  | Légpisztoly           | 378       | 24.       | kiesett | kiesett  |
| Marija Grozdeva  | Sportpisztoly         | 583       | 9.        | kiesett | kiesett  |
| Petya Lukanova   | Légpuska              | 392       | 40.       | kiesett | kiesett  |
| Petya Lukanova   | Sportpuska, összetett | 577       | 30.       | kiesett | kiesett  |

## Súlyemelés
Férfi
| Versenyző   | Versenyszám | Szakítás | Szakítás | Lökés    | Lökés    | Összesen | Helyezés |
| Versenyző   | Versenyszám | Eredmény | Helyezés | Eredmény | Helyezés | Összesen | Helyezés |
| ----------- | ----------- | -------- | -------- | -------- | -------- | -------- | -------- |
| Ivan Markov | 85 kg       | 172      | 4.       | 203      | 7.       | 375      | 5.       |

Női
| Versenyző    | Versenyszám | Szakítás | Szakítás | Lökés    | Lökés    | Összesen | Helyezés |
| Versenyző    | Versenyszám | Eredmény | Helyezés | Eredmény | Helyezés | Összesen | Helyezés |
| ------------ | ----------- | -------- | -------- | -------- | -------- | -------- | -------- |
| Milka Maneva | 63 kg       | 102      | 5.       | 131      | 3.       | 233      | 5.       |

## Tenisz
Férfi
| Versenyző       | Versenyszám | 64-es főtábla                      | 32-es főtábla                 | Nyolcaddöntő      | Negyeddöntő       | Elődöntő          | Bronz- mérkőzés   | Döntő             | Helyezés |
| Versenyző       | Versenyszám | Ellenfél Eredmény                  | Ellenfél Eredmény             | Ellenfél Eredmény | Ellenfél Eredmény | Ellenfél Eredmény | Ellenfél Eredmény | Ellenfél Eredmény | Helyezés |
| --------------- | ----------- | ---------------------------------- | ----------------------------- | ----------------- | ----------------- | ----------------- | ----------------- | ----------------- | -------- |
| Grigor Dimitrov | Egyes       | Łukasz Kubot (POL) · 6–3, 7–6(7–4) | Gilles Simon (FRA) · 3–6, 3–6 | kiesett           | kiesett           | kiesett           | kiesett           | kiesett           | 17.      |

Női
| Versenyző         | Versenyszám | 64-es főtábla                            | 32-es főtábla                    | Nyolcaddöntő      | Negyeddöntő       | Elődöntő          | Bronz- mérkőzés   | Döntő             | Helyezés |
| Versenyző         | Versenyszám | Ellenfél Eredmény                        | Ellenfél Eredmény                | Ellenfél Eredmény | Ellenfél Eredmény | Ellenfél Eredmény | Ellenfél Eredmény | Ellenfél Eredmény | Helyezés |
| ----------------- | ----------- | ---------------------------------------- | -------------------------------- | ----------------- | ----------------- | ----------------- | ----------------- | ----------------- | -------- |
| Cvetana Pironkova | Egyes       | Dominika Cibulková (SVK) · 7–6(7–4), 6–2 | Flavia Pennetta (ITA) · 5–7, 1–6 | kiesett           | kiesett           | kiesett           | kiesett           | kiesett           | 17.      |

## Tollaslabda
| Versenyző        | Versenyszám | Csoportkör                                                                                | Csoportkör | Nyolcaddöntő      | Negyeddöntő       | Elődöntő          | Bronz- mérkőzés   | Döntő             | Helyezés |
| Versenyző        | Versenyszám | Ellenfél Eredmény                                                                         | Hely.      | Ellenfél Eredmény | Ellenfél Eredmény | Ellenfél Eredmény | Ellenfél Eredmény | Ellenfél Eredmény | Helyezés |
| ---------------- | ----------- | ----------------------------------------------------------------------------------------- | ---------- | ----------------- | ----------------- | ----------------- | ----------------- | ----------------- | -------- |
| Petya Nedelcseva | Női egyes   | O csoport · Aleszja Zajcava (BLR) · 21–7, 21–19 · Adrianti Firdasari (INA) · 10–21, 15–21 | 2.         | kiesett           | kiesett           | kiesett           | kiesett           | kiesett           | 17.      |

## Torna
Férfi
| Versenyző      | Versenyszám | Selejtező | Selejtező | Döntő    | Döntő    |
| Versenyző      | Versenyszám | Pontszám  | Helyezés  | Pontszám | Helyezés |
| -------------- | ----------- | --------- | --------- | -------- | -------- |
| Jordan Jovcsev | Gyűrű       | 15,308    | 8.        | 15,108   | 7.       |

Női
| Versenyző     | Versenyszám      | Selejtező | Selejtező | Döntő    | Döntő    |
| Versenyző     | Versenyszám      | Pontszám  | Helyezés  | Pontszám | Helyezés |
| ------------- | ---------------- | --------- | --------- | -------- | -------- |
| Ralica Mileva | Talaj            | 12,200    | 74.       | kiesett  | kiesett  |
| Ralica Mileva | Ugrás            | 13,200    |           | kiesett  | kiesett  |
| Ralica Mileva | Felemás korlát   | 10,966    | 74.       | kiesett  | kiesett  |
| Ralica Mileva | Gerenda          | 12,066    | 65.       | kiesett  | kiesett  |
| Ralica Mileva | Egyéni összetett | 48,432    | 56.       | kiesett  | kiesett  |

### Ritmikus gimnasztika
| Versenyző       | Versenyszám | Selejtező | Selejtező | Selejtező | Selejtező | Selejtező | Selejtező | Selejtező | Selejtező | Selejtező | Selejtező | Döntő  | Döntő  | Döntő  | Döntő | Döntő    | Döntő    | Döntő  | Döntő  | Döntő    | Döntő    | Helyezés |
| Versenyző       | Versenyszám | Karika    | Karika    | Labda     | Labda     | Buzogány  | Buzogány  | Szalag    | Szalag    | Összesen  | Összesen  | Karika | Karika | Labda  | Labda | Buzogány | Buzogány | Szalag | Szalag | Összesen | Összesen | Helyezés |
| Versenyző       | Versenyszám | Pont      | Hely.     | Pont      | Hely.     | Pont      | Hely.     | Pont      | Hely.     | Pont      | Hely.     | Pont   | Hely.  | Pont   | Hely. | Pont     | Hely.    | Pont   | Hely.  | Pont     | Hely.    | Helyezés |
| --------------- | ----------- | --------- | --------- | --------- | --------- | --------- | --------- | --------- | --------- | --------- | --------- | ------ | ------ | ------ | ----- | -------- | -------- | ------ | ------ | -------- | -------- | -------- |
| Szilvija Miteva | Egyéni      | 27,700    | 5.        | 27,800    | 7.        | 27,325    | 11.       | 28,100    | 4.        | 110,925   | 4.        | 27,450 | 8.     | 27,100 | 7.    | 26,750   | 9.       | 27,650 | 6.     | 108,950  | 8.       | 8.       |

| Versenyző                                                                                                | Versenyszám | Selejtező | Selejtező | Selejtező            | Selejtező            | Selejtező | Selejtező | Döntő   | Döntő   | Döntő                | Döntő                | Döntő    | Döntő    | Helyezés |
| Versenyző                                                                                                | Versenyszám | 5 labda   | 5 labda   | 3 szalag és 2 karika | 3 szalag és 2 karika | Összesen  | Összesen  | 5 labda | 5 labda | 3 szalag és 2 karika | 3 szalag és 2 karika | Összesen | Összesen | Helyezés |
| Versenyző                                                                                                | Versenyszám | Pont      | Hely.     | Pont                 | Hely.                | Pont      | Hely.     | Pont    | Hely.   | Pont                 | Hely.                | Pont     | Hely.    | Helyezés |
| --- | ----------- | --------- | --------- | -------------------- | -------------------- | --------- | --------- | ------- | ------- | -------------------- | -------------------- | -------- | -------- | -------- |
| Reneta Kamberova Mihaela Maevszka Cvetelina Najdenova Elena Todorova Hrisztijana Todorova Katrin Velkova | Csapat      | 27,250    | 4.        | 27,375               | 4.                   | 54,625    | 4.        | 27,950  | 3.      | 26,425               | 8.                   | 54,375   | 6.       | 6.       |

## Úszás
Férfi
| Versenyző            | Versenyszám      | Előfutam | Előfutam | Előfutam | Elődöntő | Elődöntő | Elődöntő | Döntő     | Döntő    |
| Versenyző            | Versenyszám      | Idő      | Hely.    | Össz.    | Idő      | Hely.    | Össz.    | Idő       | Helyezés |
| -------------------- | ---------------- | -------- | -------- | -------- | -------- | -------- | -------- | --------- | -------- |
| Venciszlav Ajdarszki | 1500 m gyors     | 15:34,86 | 5.       | 28.      |          |          |          | kiesett   | kiesett  |
| Petar Sztojcsev      | 10 km nyílt vízi |          |          |          |          |          |          | 1:50:46,2 | 9.       |

Női
| Versenyző          | Versenyszám | Előfutam | Előfutam | Előfutam | Elődöntő | Elődöntő | Elődöntő | Döntő   | Döntő    |
| Versenyző          | Versenyszám | Idő      | Hely.    | Össz.    | Idő      | Hely.    | Össz.    | Idő     | Helyezés |
| ------------------ | ----------- | -------- | -------- | -------- | -------- | -------- | -------- | ------- | -------- |
| Nina Rangelova     | 100 m gyors | 55,52    | 2.       | 24.      | kiesett  | kiesett  | kiesett  | kiesett | kiesett  |
| Nina Rangelova     | 200 m gyors | 1:59,21  | 6.       | 19.      | kiesett  | kiesett  | kiesett  | kiesett | kiesett  |
| Nina Rangelova     | 400 m gyors | 4:11,71  | 1.       | 23.      |          |          |          | kiesett | kiesett  |
| Ekaterina Avramova | 100 m hát   | 1:02,20  | 6.       | 31.      | kiesett  | kiesett  | kiesett  | kiesett | kiesett  |
| Ekaterina Avramova | 200 m hát   | 2:15,44  | 8.       | 32.      | kiesett  | kiesett  | kiesett  | kiesett | kiesett  |

## Vitorlázás
Férfi
| Versenyző  | Versenyszám     | Futam | Futam | Futam | Futam | Futam | Futam | Futam | Futam | Futam | Futam | Futam   | Pontszám | Helyezés |
| Versenyző  | Versenyszám     | 1     | 2     | 3     | 4     | 5     | 6     | 7     | 8     | 9     | 10    | É       | Pontszám | Helyezés |
| ---------- | --------------- | ----- | ----- | ----- | ----- | ----- | ----- | ----- | ----- | ----- | ----- | ------- | -------- | -------- |
| Joan Kolev | Szörfvitorlázás | 29    | 31    | 39    | 16    | 20    | (35)  | 26    | 19    | 19    | 8     | kiesett | 207      | 26.      |

Férfi
| Versenyző            | Versenyszám     | Futam | Futam | Futam | Futam | Futam | Futam | Futam | Futam | Futam | Futam | Futam   | Pontszám | Helyezés |
| Versenyző            | Versenyszám     | 1     | 2     | 3     | 4     | 5     | 6     | 7     | 8     | 9     | 10    | É       | Pontszám | Helyezés |
| -------------------- | --------------- | ----- | ----- | ----- | ----- | ----- | ----- | ----- | ----- | ----- | ----- | ------- | -------- | -------- |
| Irina Konsztantinova | Szörfvitorlázás | 23    | 22    | 15    | 20    | 23    | 20    | 20    | 16    | (24)  | 21    | kiesett | 180      | 22.      |

## Vívás
Női
| Versenyző           | Versenyszám  | Selejtező                | 32-es főtábla     | Nyolcaddöntő      | Negyeddöntő       | Elődöntő          | Bronz- mérkőzés   | Döntő             | Helyezés |
| Versenyző           | Versenyszám  | Ellenfél Eredmény        | Ellenfél Eredmény | Ellenfél Eredmény | Ellenfél Eredmény | Ellenfél Eredmény | Ellenfél Eredmény | Ellenfél Eredmény | Helyezés |
| ------------------- | ------------ | ------------------------ | ----------------- | ----------------- | ----------------- | ----------------- | ----------------- | ----------------- | -------- |
| Margarita Csomakova | Kard, egyéni | Olha Harlan (UKR) · 8–15 |                   | kiesett           | kiesett           | kiesett           | kiesett           | kiesett           | 30.      |